# Mod himlen
|  | Denne artikel er oprettet af botten Steenthbot ud fra en ekstern database. Den kan derfor have sproglige fejl eller mangler. Denne skabelon kan fjernes efter kontrol af indholdet. |

Mod himlen er en dansk kortfilm fra 2014 instrueret af Frederikke Bertram, Victoria Carlsson, Cecilie Villadsen, Sophie Applegren og Laura Pop.

## Handling
Den unge Mads har en stor drøm om at blive astronaut - en drøm der på mange måder er uopnåelig. Mads' far er for nylig død af en arvelig sygdom, og det er uvist, om Mads har arvet den. Han står overfor et stort valg - skal han følge sin drøm eller vælge livet? Et valg, der nu påvirkes af kærestens graviditet.